# Mbriulata
La 'mbriulata o imbriulata è un  prodotto da forno siciliano. Si tratta, nello specifico, di un impasto simile al pane, che viene, appunto, “imbrigliato” ovvero arrotolato in modo da formare una girandola a spirale, e farcito con olive, patate, cipolletta, pecorino e carne tritata di maiale.

## Storia
Tradizionalmente preparato per la cena di Natale, comunque presente quotidianamente presso le rosticcerie e panifici dei luoghi di produzione, un tempo le massaie preparavano la mbriulata per i familiari e, grazie alla sua capacità di mantenersi morbida e gustosa per molte ore, rappresentava il pasto unico che i contadini consumavano durante la giornata di lavoro nei campi, sotto il sole o la pioggia, a lavorare la terra. 

## Diffusione
La ‘mbriulata è un prodotto tipico di Milena (CL), replicata anche nei paesi limitrofi come Bompensiere (CL) e Aragona (AG). 
La ‘mbriulata di Bompensiere si differenzia dalle altre per la forma, poiché la parte ripiena dell'impasto, durante la preparazione, viene tagliata in diverse palline che poi vengono avvolte dalla restante parte non condita, ottenendo così una forma più regolare rispetto alle ‘mbriulate di Milena e Aragona che hanno una forma a "chiocciola".
La promozione e la diffusione di questo prodotto è dovuta principalmente al Comune di Milena ove, il secondo venerdì di agosto di ogni anno, si tiene una sagra che richiama molti visitatori appassionati di gastronomia e prodotti tipici.
Dal 31 marzo 2022, la 'Mbriulata di Milena (Italia) è inserita nella lista dei prodotti agroalimentari della Regione Sicilia.

## Ricetta
Per la pasta:
- 200 g di farina di semola, 1
- 50 g di farina “00”,
- 3 cucchiai di olio d’oliva,
- 50 gr di strutto,
- 20 g di lievito di birra,
- latte, sale, un albume

Per il ripieno: 
- 3 patate piccole,
- 300 g di carne di maiale tritata o di “frittuli” (ciccioli di maiale),
- 1 piccola cipolla,
- 6 olive nere snocciolate,
- 4 cucchiai di pecorino grattugiato,
- olio d’oliva, sale e pepe.

Con le farine, l’olio d’oliva, il lievito di birra sciolto in un po' di latte tiepido e sale, si prepara l’impasto, che deve risultare ben lavorato e che si lascia riposare e lievitare per circa mezz’ora.
Nel frattempo, si pelano le patate, si tagliano a tronchetti e si fanno rosolare in una padella con un po’ di olio e sale. Poi, si unisce la carne con il sale e il pepe.
Dalla pasta ormai lievitata si ricava una sfoglia spessa qualche millimetro, vi si cosparge un po' di strutto e vi si distribuiscono le patate, la carne, le olive a pezzetti e la cipolla tagliata finemente, poi il pecorino e l’olio d’oliva. Infine si richiude sul ripieno e si arrotola la pasta in modo da ottenere una spirale, quindi si spennella la superficie con l’albume sbattuto.
Una volta pronta, si fa cuocere in forno caldo per circa quaranta minuti.